# Stormyran-Blistermyran
Stormyran-Blistermyran este o arie protejată (arie specială de conservare — SAC, sit de importanță comunitară — SCI) din Suedia întinsă pe o suprafață de 1.537,4 ha, integral pe uscat.

## Localizare
Centrul sitului Stormyran-Blistermyran este situat la coordonatele 61°47′38″N 15°21′19″E / 61.7939°N 15.3553°E.

## Înființare
Situl Stormyran-Blistermyran a fost declarat sit de importanță comunitară în aprilie 2004 pentru a proteja un număr necunoscut de specii din flora spontană și fauna sălbatică aflate în arealul zonei. Situl a fost protejat și ca arie specială de conservare în martie 2011.

## Biodiversitate
Situată în ecoregiunea boreală, aria protejată conține 7 habitate naturale: Turbării Aapa, Cursuri de apă de la nivel de câmpie la nivel montan, cu vegetație Ranunculion fluitantis și Callitricho-Batrachion, Taiga vestică, Lacuri și iazuri distrofice naturale, Mlaștini turboase de tranziție și turbării mișcătoare, Mlaștini împădurite, Turbării active.
La baza desemnării sitului se află un număr nedeclarat de specii protejate.